# عبد القادر الدحمني
عبد القادر الدحمني (2 نوفمبر 1977 -) هو روائي مغربي وباحث في السرديات.

## حياته ونشأته
من مواليد وزان سنة 1977.
حاصل على شهادة الدكتوراه من جامعة محمد الخامس بالرباط.

## مؤلفاته[3]
- رواية "عطش الليل"، عن دار النشر المغربية، سنة 2009.
- رواية "احزان حُمّان"، عن دار الوطن، سنة 2012.
- رواية "معزوفة لرقصة حمراء"، عن الراصد الوطني للنشر والقراءة، سنة 2016.
- رواية "سرداب النسيان"، عن الخليج العربي بتطوان، سنة 2024.
- رهانات الكتابة بالتاريخ في الرواية المغربية الجديدة، عن دار القلم بالرباط، 2024.
- تسريد الذاكرة السياسية في الرواية المغربية الجديدة، عن دار القلم بالرباط، 2024.
- له عدد من الإصدارات النقدية الجماعية داخل المغرب وخارجه.
- عضو مؤسس للراصد االوطني للنشر والقراءة.
- له عشرات المقالات في الشأن العام، خاصة فيما يرتبط بالثقافة والفنون.
- سبق أن تعرضت بعض حفلات توقيع كتبه للمنع في المغرب مرات عديدة.